# Fredrik Myrberg
Fredrik Myrberg, född 14 oktober 1963 i Katarina församling, Stockholm, är en svensk skådespelare. Han är son till Per Myrberg och Barbro Myrberg samt yngre halvbror till Olle Myrberg och äldre halvbror till Sofia Stenström.
Fredrik Myrberg gick ut Teaterhögskolan i Stockholm 1991.. Utöver diverse TV-roller har han spelat teater på bland annat Teater Giljotin och Nya Pistolteatern och medverkat i Radioteatern. Han har också själv framträtt som dramatiker med pjäsen De oanstastliga på Teater Giljotin (1999).

## Filmografi
- 1993 – Snoken (TV-serie) - Henrik Bengtsson
- 2001 – Taurus (TV-serie)
- 2001 – Beck – Hämndens pris - Sten Eriksson
- 2002 – Skilda världar (TV-serie) - Adolfsson
- 2002 – Tusenbröder (TV-serie) - Fotbollskille

## Teater

### Roller (ej komplett)
| År   | Roll | Produktion                    | Regi             | Teater      |
| ---- | ---- | ----------------------------- | ---------------- | ----------- |
| 1994 |      | Kung Lear William Shakespeare | Magnus Bergquist | Riksteatern |